# Thorogummita
La Thorogummita es un mineral del grupo de los silicatos, subgrupo nesosilicatos. Fue descubierta en 1889 en el condado de Llano, en el estado de Texas (EE. UU.). Sinónimos poco usados son: clorothorita, mackintoshita, maitlandita o nicolayita.
Para la Asociación Mineralógica Internacional es cuestionable que sea aceptado como mineral válido.

## Características químicas
Es un hidroxi-silicato de torio y uranio, un mineral clasificado como raro.
Composición química: Hidrógeno 0.13%, Oxígeno 19.89%, Silicio 7.86% y Torio 72.13%
Además de los elementos de su fórmula, suele llevar como impurezas: aluminio, hierro, plomo, magnesio, calcio, agua, fósforo y carbono.

## Formación y yacimientos
Formado a partir de la exposición a la intemperie de otros minerales del torio.
Suele encontrarse asociado a otros minerales como: itriralita-(Y), torita, thorianita, fergusonita o uraninita.

## Usos
Por su radiactividad debe ser manipulado y almacenado con los correspondientes protocolos de seguridad.